# Carmenta cristallina
Carmenta cristallina is een vlinder uit de familie wespvlinders (Sesiidae), onderfamilie Sesiinae.
Carmenta cristallina is voor het eerst wetenschappelijk beschreven door Le Cerf in 1916. De soort komt voor in het Neotropisch gebied.